# Vincenza Cerati Rivolta

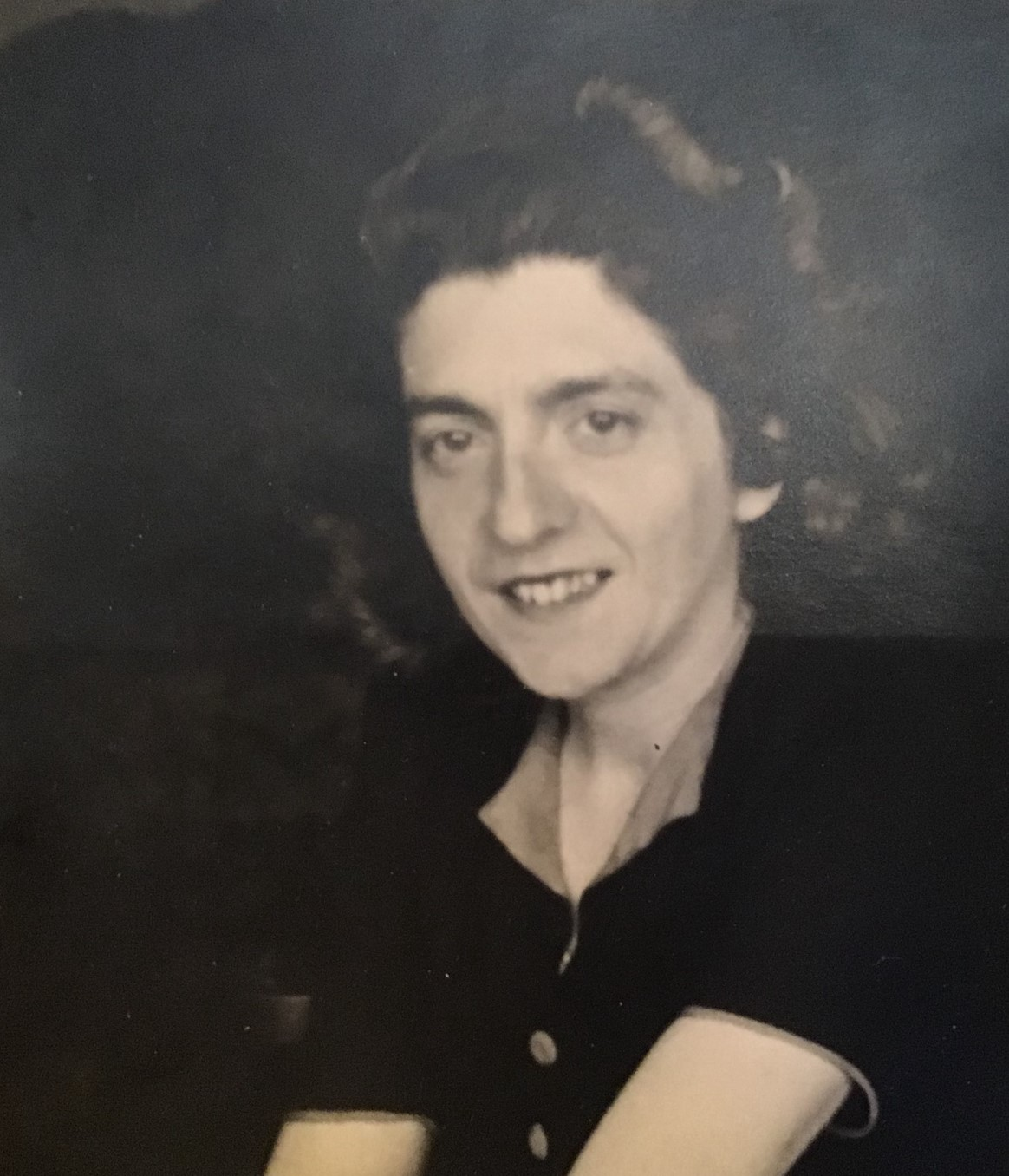
Vincenza Cerati Rivolta

Vincenza Cerati Rivolta (Milano, 4 dicembre 1905 – Milano, 15 dicembre 2000) è stata una pianista italiana, insegnante e divulgatrice della musica classica, benefattrice.

## Biografia
Figlia del giornalista Mario Cerati e di Raffaella De Dominicis, Vincenza nasce nel 1905 in una famiglia in lutto per la tragica morte dello zio materno; rimane orfana del padre a otto anni; soffre di una grave malattia ossea di cui guarirà solo nell’adolescenza; riceve l’istruzione primaria dal nonno materno Saverio Fausto De Dominicis, docente di pedagogia nell’Ateneo pavese e illustre esponente del pensiero positivista. Da lui Vincenza assorbe la passione per l’insegnamento e la visione della scuola aperta a tutti e fondata sul dialogo, protagonisti attivi i discepoli. A quindici anni Vincenza, mentre studia pianoforte con la zia Isa De Dominicis, incomincia già ad insegnare negli asili e nelle scuole. Alunna poi di Guido Farina, si diploma a pieni voti in pianoforte presso l'Accademia Musicale di Bologna e segue i corsi di perfezionamento di Guido Alberto Fano, prediletto allievo di Giuseppe Martucci.
Sul finire degli anni Venti inizia un’intensa attività di divulgazione della musica classica a beneficio soprattutto dei fanciulli, delle periferie cittadine, degli ambienti popolari, all’insegna del volontariato e della filantropia. Di queste sue prime iniziative, non interrotte dal matrimonio con Angelo Rivolta (1935) e dalla maternità (1937), come delle più importanti iniziative successive, si trovano frequenti testimonianze nei giornali dell’epoca.
Durante la guerra, sfollata in Lomellina, assolve umili funzioni di organista e promuove concerti a beneficio dei feriti e della Croce Rossa. Rientrata a Milano al termine del conflitto, riapre la sua scuola di pianoforte e intensifica, con l’attività di divulgazione musicale, l’attività benefica pro mutilatini, martinitt, stelline, profughi giuliano-dalmati, campagne antitubercolari e vari istituti religiosi.
Nel 1951 studia «una formula nuova», come scrive Giorgio Rumi, «per unire interpreti e appassionati di musica classica in uno slancio giovanile, per donare armonie, per portare la buona musica nelle scuole, nelle parrocchie, negli ospedali, negli orfanotrofi, nei pensionati, per raggiungere anche le periferie cittadine e le borgate di campagna, per dar soccorso al prossimo». E tale progetto realizza fondando il «Giardino Musicale», che animerà e dirigerà per oltre quarant’anni (infra).
Collabora poi alle iniziative antoniane dell’Angelicum di Milano e per parecchi lustri presenta i suoi piccoli artisti nei «pomeriggi musicali di bambini» durante la mostra annuale del Presepio. Organizza innumerevoli «incontri musicali», portando la musica classica negli ambienti dove è più difficile ascoltarla. Negli anni Settanta realizza «incontri musicali» anche in biblioteche rionali e corsie ospedaliere. Continua, con i suoi metodi innovativi, l’insegnamento e la promozione musicale fin oltre la metà degli anni Novanta.
Dopo la morte, Vincenza Cerati Rivolta viene insignita dal Comune di Milano dell’«Attestato di Benemerenza civica alla memoria» (2004)  e commemorata in pubbliche cerimonie. Lapidi marmoree con medaglioni bronzei a ricordo vengono affisse nel Pio Albergo Trivulzio di Milano  e in Comune di Illasi.

## Metodi didattici
Secondo Vincenza Cerati Rivolta l’inclinazione musicale non è dote di una ristretta élite, ma innata attitudine di quasi tutti i fanciulli. Talvolta il trasporto per la musica si manifesta spontaneo e precoce; più spesso è latente e va scoperto e suscitato dal maestro. Questo è il suo primo e fondamentale compito, da affrontare con pazienza e dedizione. È doveroso promuovere l’inclinazione musicale presente in ognuno e reagire alla diffusa convinzione che la musica sia riservata a pochi privilegiati.
Anche al fanciullo non musicalmente superdotato, una buona educazione musicale e lo studio di uno strumento, almeno a livello medio, giovano nella formazione della personalità, arricchendone la sensibilità e la cultura. La musica deve perciò trovare spazio nei programmi ministeriali delle scuole elementari e medie come insegnamento serio, non come momento di mero svago e ricreazione. Non provvedendo la scuola pubblica, può rimediare in parte l’insegnamento privato, diffuso capillarmente e offerto anche ai meno abbienti. L’esperienza musicale deve costituire un veicolo di formazione per tutti ed esplicare una sua funzione democratica di superamento delle emarginazioni e delle discriminazioni di qualsiasi tipo.
Grave e colpevole errore del maestro è scoraggiare l’alunno, farlo dubitare della sua intelligenza o della sua sensibilità musicale, infliggergli bocciature senza appello. Altro errore è metterlo a confronto soltanto con modelli troppo alti, troppo perfetti e pressoché irraggiungibili. Gli alunni, secondo la Cerati Rivolta, sono stimolati allo studio e all’emulazione ascoltando i compagni: bisogna abituare i ragazzi a confrontarsi e giudicarsi serenamente, a rilevare i rispettivi progressi, a correggere con spirito cameratesco i rispettivi errori, a darsi suggerimenti interpretativi, a farsi guida gli uni degli altri sotto la vigilanza discreta del docente.
Punto fermo della lezione musicale della Cerati Rivolta consiste nel non spingere la ricerca della perfezione tecnica fino al punto di frenare l’espressione emotiva. Meglio sbagliare una nota, un trillo, un pedale, che irrigidirsi in un’interpretazione fredda, anonima, senza pathos: l’assenza di errori non basta a nobilitare un’interpretazione apatica, incolore. «Si può essere più emotivamente presi e coinvolti nell’ascolto di giovani e sconosciuti artisti, magari non irreprensibili sul piano tecnico, ma impegnati a dare il meglio di sé in interpretazioni emozionate, sofferte, irripetibili, piuttosto che nell’ascolto di artisti maturi e conclamati, tecnicamente perfetti, sfoggianti interpretazioni impeccabili, ma ragionate, cristallizzate, senza sorprese emotive». Perciò, nei concerti che organizza, la Cerati Rivolta riserva ampio spazio a giovanissimi interpreti chiamati ai primi cimenti.

## «Giardino Musicale»
Nel 1951 Vincenza Cerati Rivolta dà vita a una libera associazione di musicisti e musicofili, aperta soprattutto ai giovani e basata sul volontariato: il «Giardino Musicale». Il sodalizio si propone, come enuncia il suo manifesto, di realizzare «incontri» per studenti e appassionati di musica classica, al di fuori degli schemi tradizionali del concertismo professionistico, con finalità culturale, sempre disinteressata, spesso benefica. Alla ribalta salgono giovani e giovanissimi strumentisti, alcuni già diplomati, altri ancora studenti; non di rado bambini dei primi corsi. Di tanto in tanto vengono presentati concertisti già affermati, che si esibiscono per assecondare iniziative benefiche, senza ricevere alcun compenso. Infatti, regola costante e ferma del «Giardino Musicale» è che tutti i suoi aderenti, come la sua fondatrice e animatrice, non ricavano vantaggi materiali da questa iniziativa, ma perseguono soltanto una ricreazione spirituale, con la soddisfazione di contribuire alla diffusione dell’amore e della conoscenza della musica e di raccogliere libere offerte per iniziative benefiche.
Con una visione aperta e innovativa questi «incontri musicali» vengono concepiti per interessare e coinvolgere anche gli spettatori più piccoli o meno preparati: spesso si alternano sul palcoscenico, nell’ambito dello stesso concerto, diversi interpreti, a diversi livelli di studi, per strumenti diversi; con frequente inserimento della lirica, della danza classica, del canto corale, delle letture poetiche in lingua e in dialetto. Nei programmi viene dato ampio spazio alla musica strumentale italiana barocca, romantica e contemporanea, in particolare alla musica italiana per pianoforte, e vengono presentate pagine dimenticate o mai eseguite.
In questa sua intensa e appassionata attività Vincenza Cerati Rivolta si avvale della collaborazione artistica di valenti colleghi: tra altri, Elisabetta Oddone e Federico Graziani per il canto; Egle Amati e Bianca Mazzetta per il violino; Miguel Ablóniz e Vincenzo Degni per la chitarra classica; Elisa Bertolla per la danza; Liuccia Becker Masoero per la recitazione. Un lungo ciclo di concerti al Circolo Ambrosiano è vivacizzato dalla presentazione di Maria Pia Arcangeli.